# زنان قرن بیستم
زنان قرن بیستم (انگلیسی: 20th Century Women) فیلمی به کارگردانی مایک میلز است که در سال ۲۰۱۶ منتشر شد. از بازیگران آن می‌توان به آنت بنینگ اشاره کرد.